# Лирическое отступление
Лирическое отступление — внесюжетный элемент произведения; композиционно-стилистический приём, заключающийся в отступлении автора от непосредственного сюжетного повествования; авторское рассуждение, размышление, высказывание, выражающее отношение к изображаемому или имеющее к нему косвенное отношение (лирические отступления в «Евгении Онегине» А. С. Пушкина). Может становиться воспоминаниями, обращениями автора к читателям (лирическое отступление в 7 главе «Мертвых душ» Н. В. Гоголя).
Применяется в эпических или лиро-эпических произведениях.
Может также сокращаться до «отступление» и применяться в значении «отступление от темы», не только в литературном контексте, но и как описание части какого-либо события (например, митинга или дискуссии). «Группа товарищей из дружественной организации устроила лирическое отступление, исполнив свой гимн…».